# Aflac
Aflac — страховая компания США, специализируется на медицинском страховании и страховании жизни. Основана в 1955 году, штаб-квартира в городе Колумбус, штат Джорджия. Обслуживает около 50 млн клиентов во всех штатах США и в Японии.

## История
Компания была основана в 1955 году под названием American Family Life Assurance Company of Columbus (Американская семейная компания страхования жизни в Колумбусе) братьями Джоном, Полом и Уильямом Эймос (Amos). В 1990 году названием холдинговой компании стала аббревиатура Aflac, хотя название её основной компании осталось тоже.

## Деятельность
Основные подразделения компании:
- Япония — лидер на рынке медицинского страхования Японии по количеству полисов (24 млн); выручка в 2020 году составила 15,4 млрд долларов.
- США — дополнительное медицинское страхование; выручка 6,6 млрд.

Из выручки 22,1 млрд долларов в 2020 году страховые премии (плата за страховые полисы) составили 18,6 млрд долларов, 3,6 млрд составил инвестиционный доход. Страховые выплаты за 2020 год составили 11,8 млрд. Инвестиции составили 150 млрд долларов (из них три четверти в облигации).
В списке крупнейших публичных компаний мира Forbes Global 2000 за 2021 год компания заняла 189-е место, в том числе 440-е по размеру выручки, 126-е по чистой прибыли, 239-е по активам и 501-е по рыночной капитализации.